# Ağcamahmut, Havza
Ağcamahmut là một xã thuộc huyện Havza, tỉnh Samsun, Thổ Nhĩ Kỳ. Dân số thời điểm năm 2010 là 42 người.